# Cortinarius saginus
Cortinarius saginus (Elias Magnus Fries, 1821 ex Elias Magnus Fries, 1838) din încrengătura Basidiomycota, în familia Cortinariaceae și de genul Cortinarius este o specie regional destul de frecventă de ciuperci comestibile care coabitează, fiind un simbiont micoriza (formează micorize pe rădăcinile arborilor). O denumire populară nu este cunoscută. În România, Basarabia și Bucovina de Nord trăiește în grupuri mai mari, chiar și în cercuri de vrăjitoare, pe sol acru și umed, sărac de calcar, în păduri de conifere mai ales sub molizi între afine și mușchi de turbărie. Apare preponderent de la deal la munte din august până în octombrie (noiembrie).

## Taxonomie

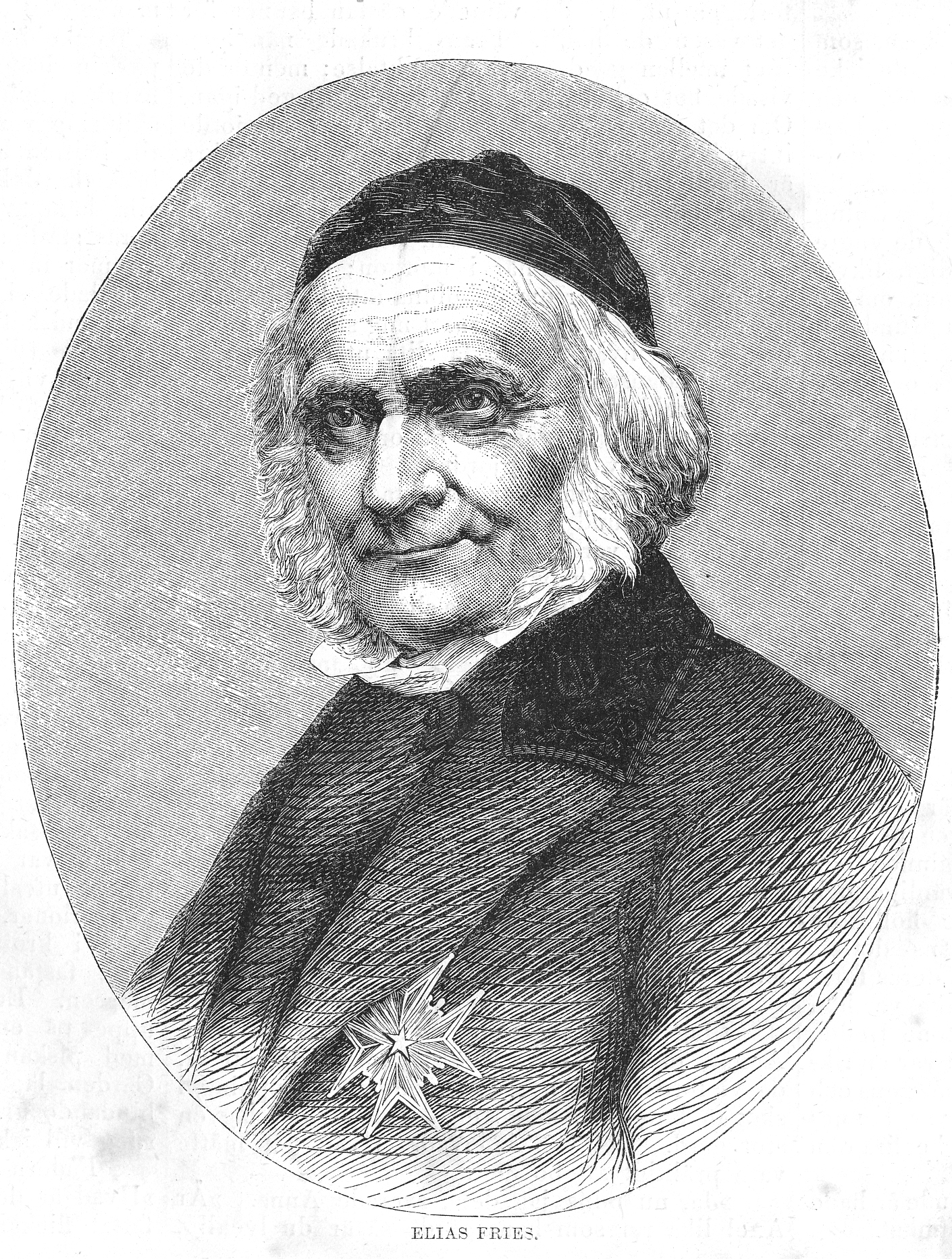
Elias Fries

Numele binomial Agaricus saginus a fost determinat de renumitul savant suedez Elias Magnus Fries în volumul 1 al trilogiei sale Systema Mycologicum din anul 1821. și transferat tot de el la genul Cortinarius sub păstrarea epitetului, de verificat în lucrarea sa Epicrisis systematis mycologici, seu synopsis hymenomycetum din 1838, fiind și numele curent valabil (2021).
Numele Phlegmacium olidum, bazând pe denumirea lui Fries, creat de micologii finlandezi Tuula Niskanen & Kare Liimatainen în 2022, pare să fie un omonim (în sens taxonomic). Mai departe, termenul Phlegmacium este stabilit drept subgen al genului Cortinarius. Totuși, în momentul de față se năzuiește despre determinarea nouă a speciei. 
Toți ceilalți taxoni sunt acceptați drept sinonime.
Epitetul specific este derivat din cuvântul latin (latină saginus=bucălat, grăsuliu, îndopat, datorită aspectului destul de voluminos.

## Descriere

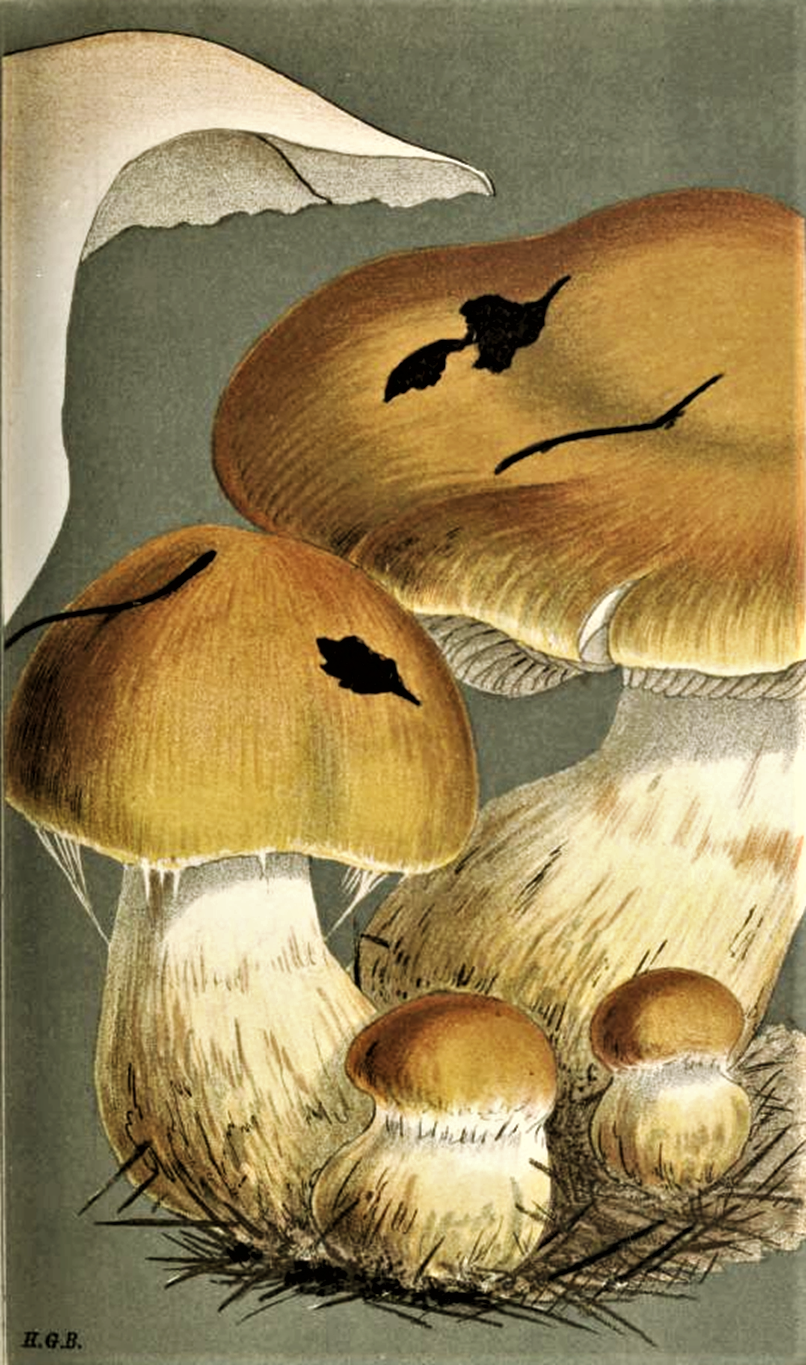
Cooke - Cortinarius saginus

- Pălăria: fermă și cărnoasă cu un diametru între 5-10 (13)  cm este la început boltită emisferic cu marginea răsucită spre interior pentru timp mult cu fâșii lânoase trecătoare, resturi ale vălului parțial, dar se întinde apoi, devenind convexă. La bătrânețe capătă un aspect de farfurie cu marginea adesea neregulată și ondulată. Cuticula este netedă, parând cumva fibroasă, pe vreme umedă mucoasă, la ariditate lucioasă și unsuroasă. Coloritul poate fi galben-ocru, galben-ruginiu, galben-maroniu, fiind intercalat de solzișori ocru-bruni.
- Lamelele: sunt subțiri, aglomerate, bifurcate precum cu lameluțe intercalate de lungime diferită și aderate puțin bombat, uneori slab decurente la picior, fiind acoperite în tinerețe de o cortină albicioasă, formată din fibre foarte fine ca păienjeniș. Coloritul este inițial gălbui palid până crem, ocazional cu nuanțe de roz-liliachiu, apoi de un galben murdar până deschis de culoarea lutului și în sfârșit brun-ruginiu. Muchiile sunt slab crestate, în vârstă nu rar ondulate.
- Piciorul:  de 5-10 (12) cm lungime și 1,5- 2,5 cm grosime este cărnos și ceva fibros, plin pe dinăuntru, cilindric, spre bază umflat în formă de măciucă. Suprafața uscată este albă, în partea de jos mai închisă, fiind, învelită de benzi ale vălului colorate de spori ocru-brun. Când este tânăr, prezintă uneori o zonă inelară lânoasă.
- Carnea: groasă, fermă și compactă, albicioasă, în pălărie, în primul rând sub cuticulă, de colorit slab galben-maroniu, nu se decolorează după tăiere. Mirosul este în tinerețe imperceptibil, devenind cu timpul dulcișor, amintind slab de produse de panificație, gustul fiind plăcut și blând.[3][5]
- Caracteristici microscopice: are spori ocru-gălbui, elipsoidali până în formă de migdale, fin verucoși, măsurând 8-10,5 (13) x 4,5 (5) -6 (8) microni. Pulberea lor este brun-ruginie. Basidiile clavate cu cleme bazale cu 4 sterigme fiecare au o dimensiune de 26-28 x 7,5-9 microni. Pileocistidele (elemente sterile de pe suprafața pălăriei) într-o epicutis simplă cu hife de 6 µm grosime sunt zebrate, cu benzi precum încrustate brun.[10][11]
- Reacții chimice: carnea se decolorează cu o soluție de hidroxid de potasiu de 30 % gălbui, în pălărie, mai presus de toate sub cuticulă ceva brun până la brun-gălbui închis, iar coaja piciorului auriu până la brun-gălbui.[10]

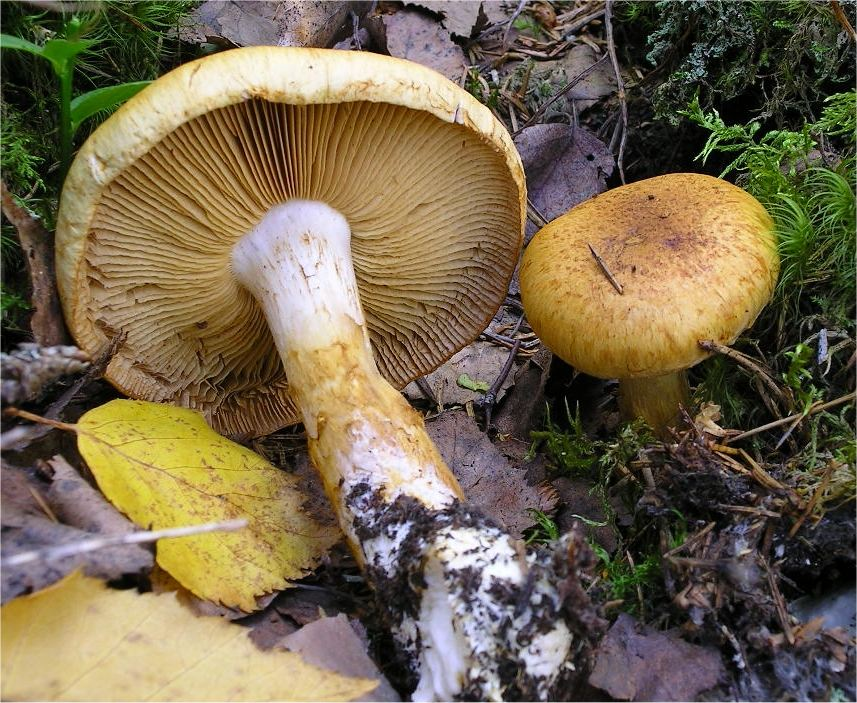
C. saginus, lamele și picior
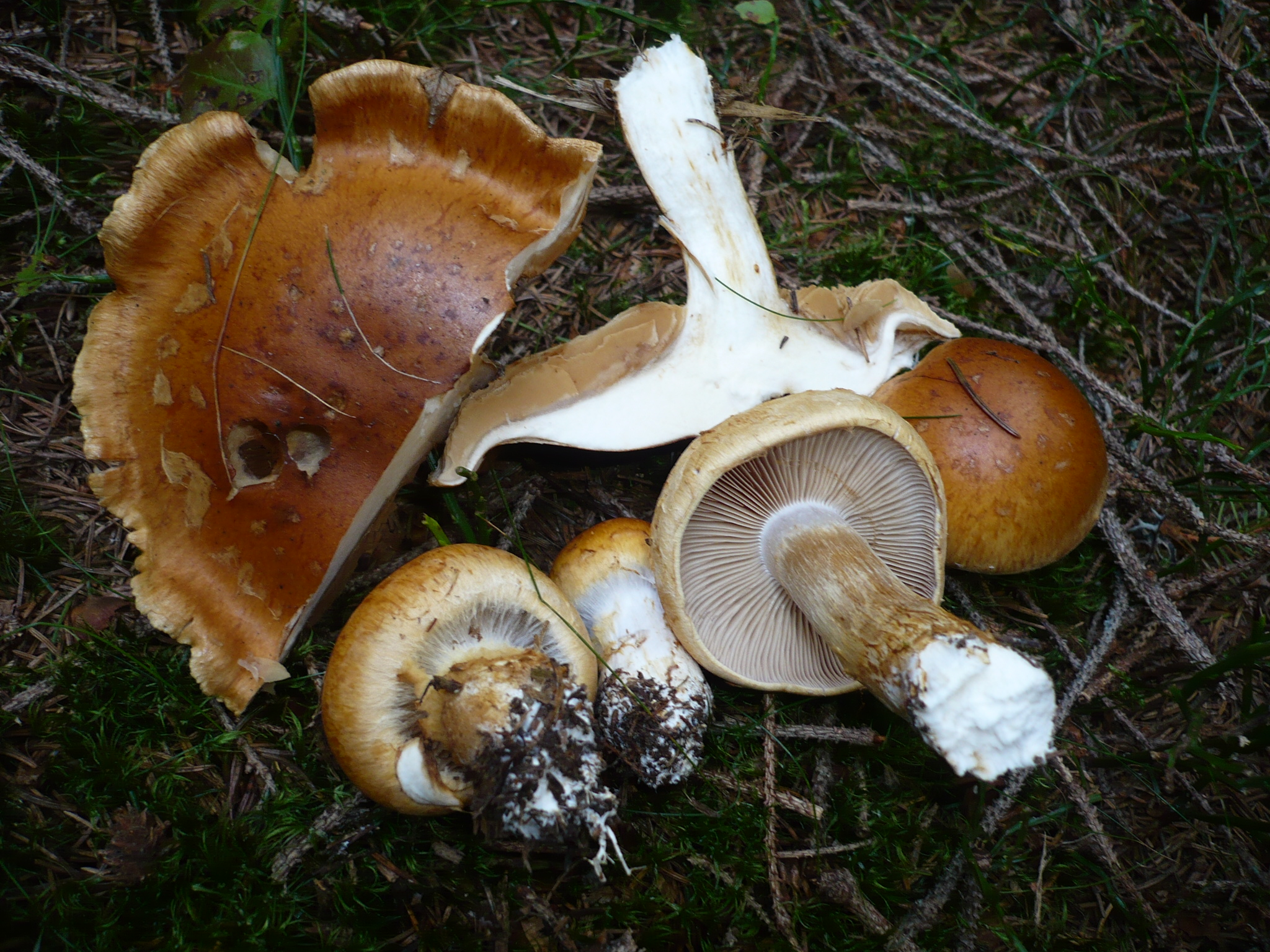
C. saginus, secțiune longitudinală + tineri
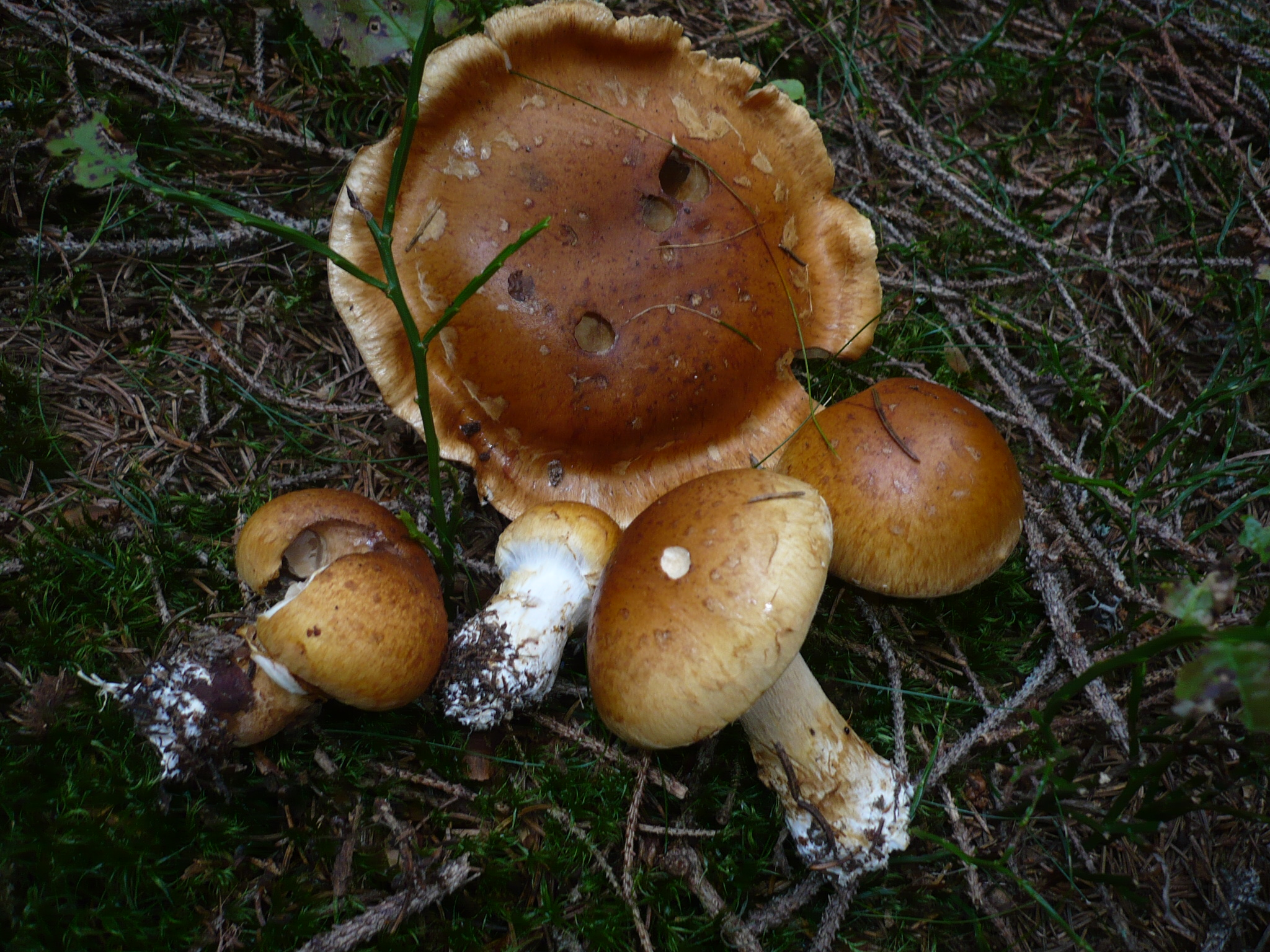
C. saginus în diverse stadii de evoluție

## Confuzii
Cortinarius saginus poate fi confundat de exemplu cu Cortinarius claricolor (comestibil), Cortinarius crassus (comestibil), Cortinarius elegantior (comestibil, carne slab gălbuie, în centrul piciorului ușor roșiatică, miros imperceptibil, gust blând), Cortinarius elegantissimus (otrăvitor), Cortinarius fulmineus (otrăvitor, miros slab de ciuperci, trăiește numai în păduri de foioase) + imagini Arhivat în 29 noiembrie 2022, la Wayback Machine., Cortinarius meinhardii sin. Cortinarius vitellinus (letal), Cortinarius mucifluus (comestibil), Cortinarius mussivus sin. Cortinarius russeoides (necomestibil), Cortinarius odorifer (comestibil, dar de valoare scăzută), Cortinarius olidus (necomestibil), Cortinarius percomis (comestibil), Cortinarius splendens (letal, carne galbenă) Cortinarius superbus (posibil letal, foarte asemănător, dar miros de iarbă proaspătă sau de porumb verde, gust blând), Cortinarius triumphans sin. Cortinarius crocolitus (comestibil), Cortinarius turmalis (comestibil, miros ceva fistichiu ca de drojdie sau de lapte acru, gust blând), Cortinarius varius (comestibil) sau chiar și cu Hebeloma sinapizans (otrăvitor), Tricholoma equestre sin. Tricholoma flavovirens (poate să fie letal ca Paxillus involutus, pălărie galben-verzuie, picior albicios, spori albi, miros făinos și gust plăcut).

## Specii asemănătoare în imagini

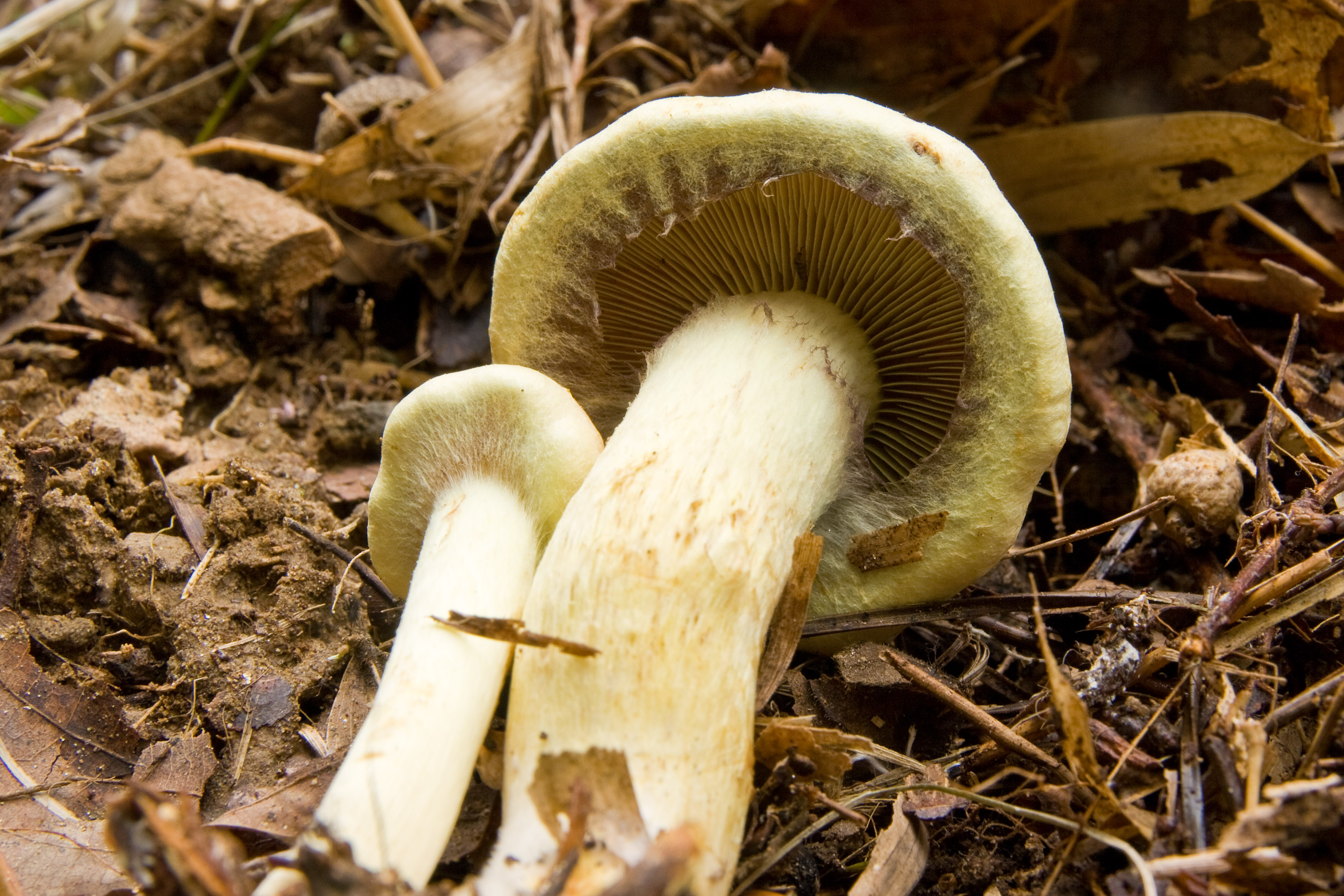
Cortinarius claricolor
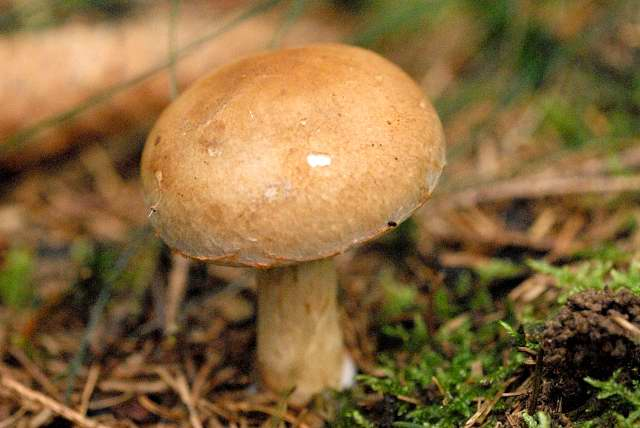
Cortinarius.crassus
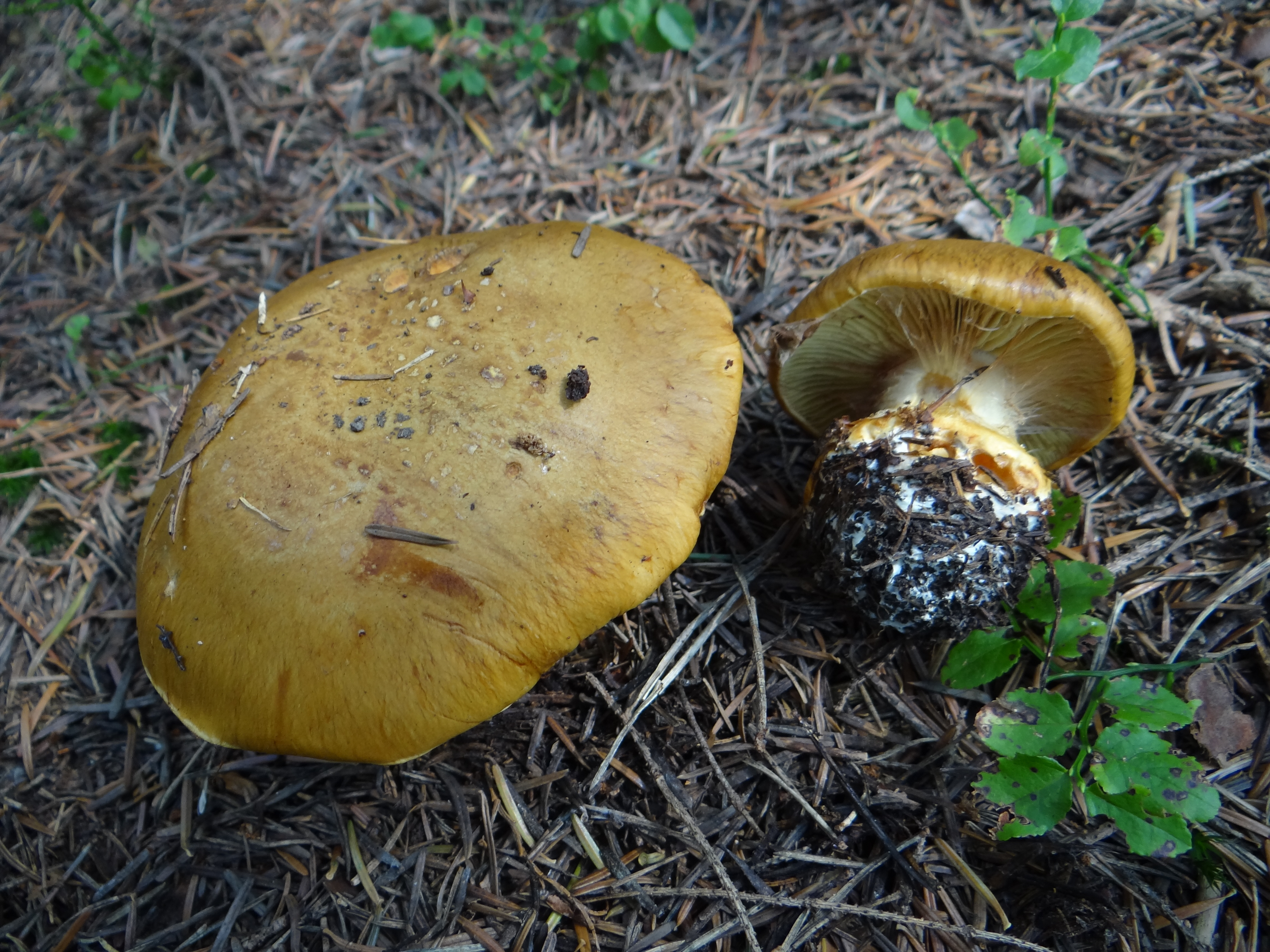
Cortinarius elegantior
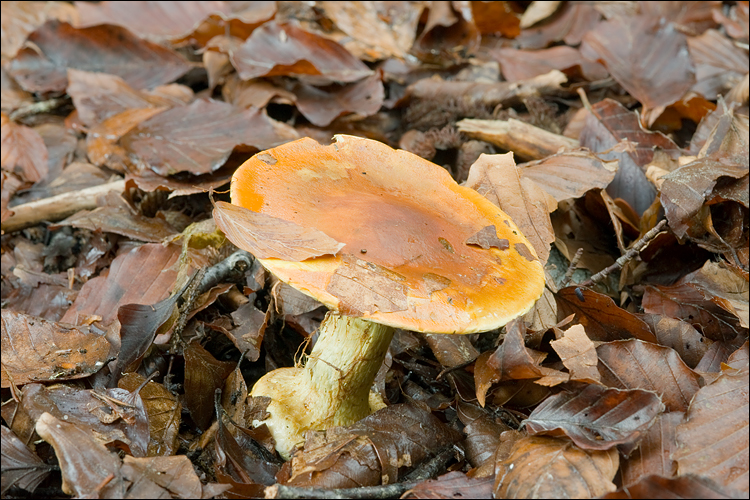
!!Cortinarius elegantissimus!!
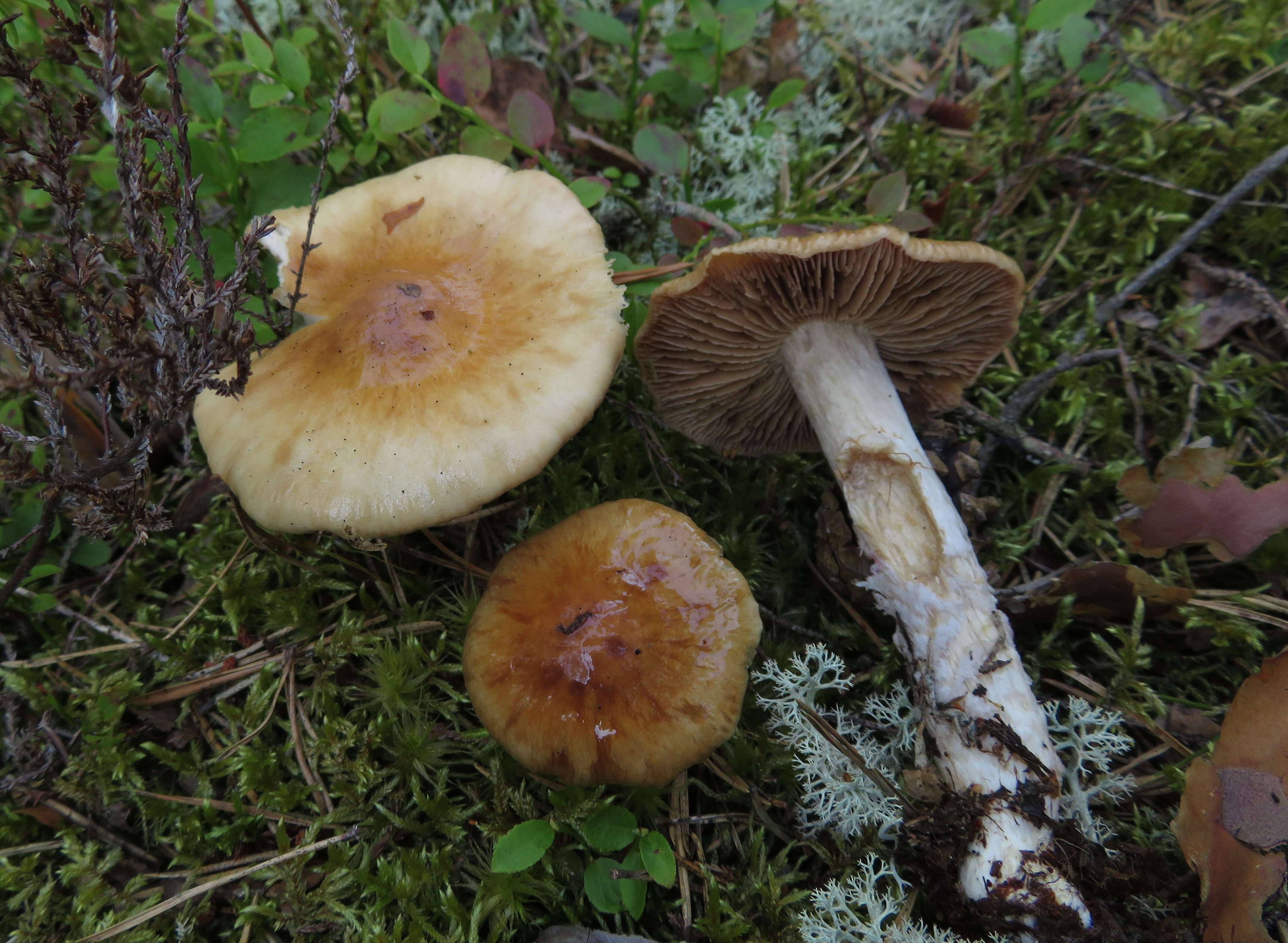
Cortinarius mucifluus

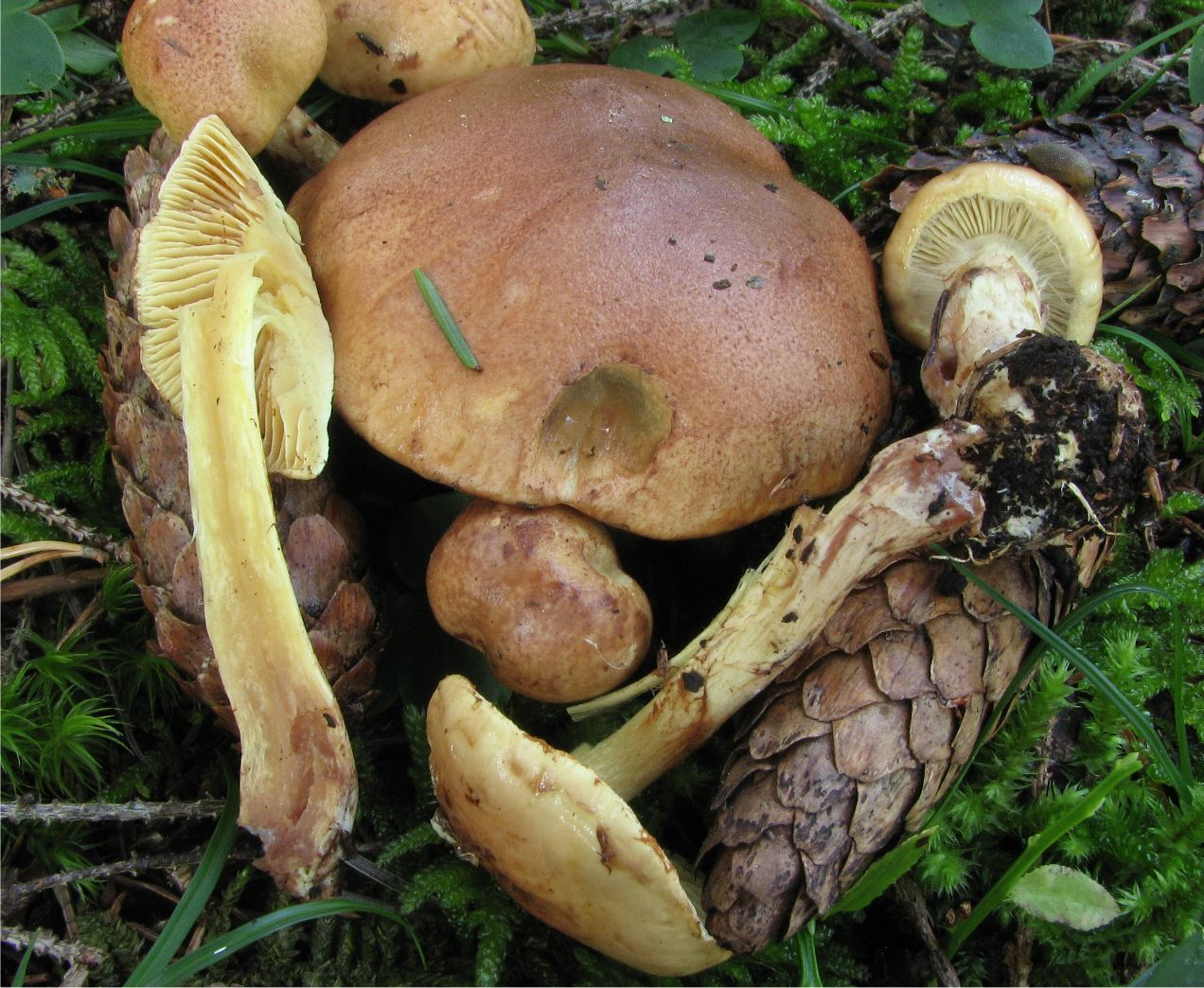
Cortinarius mussivus
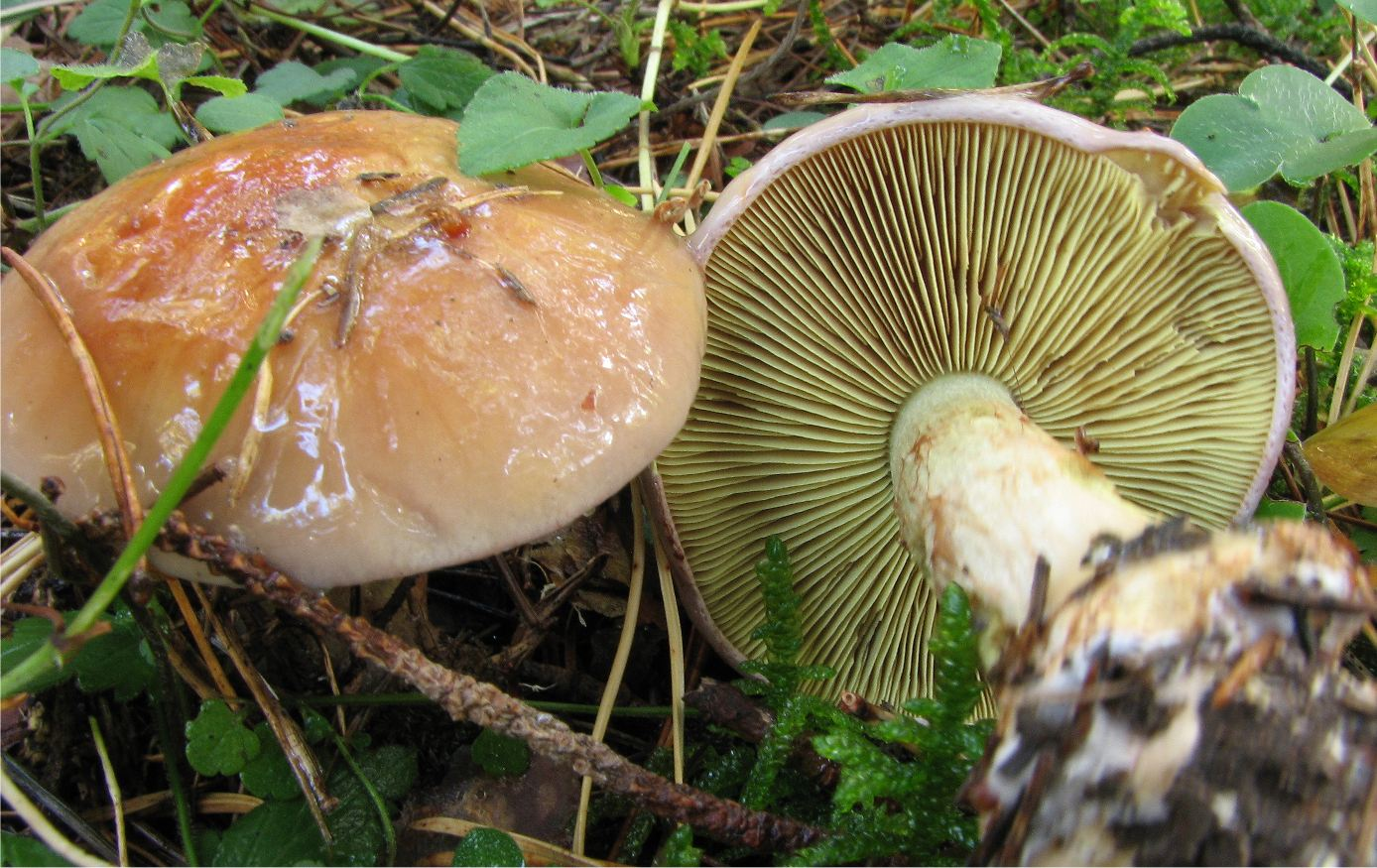
Cortinarius odorifer
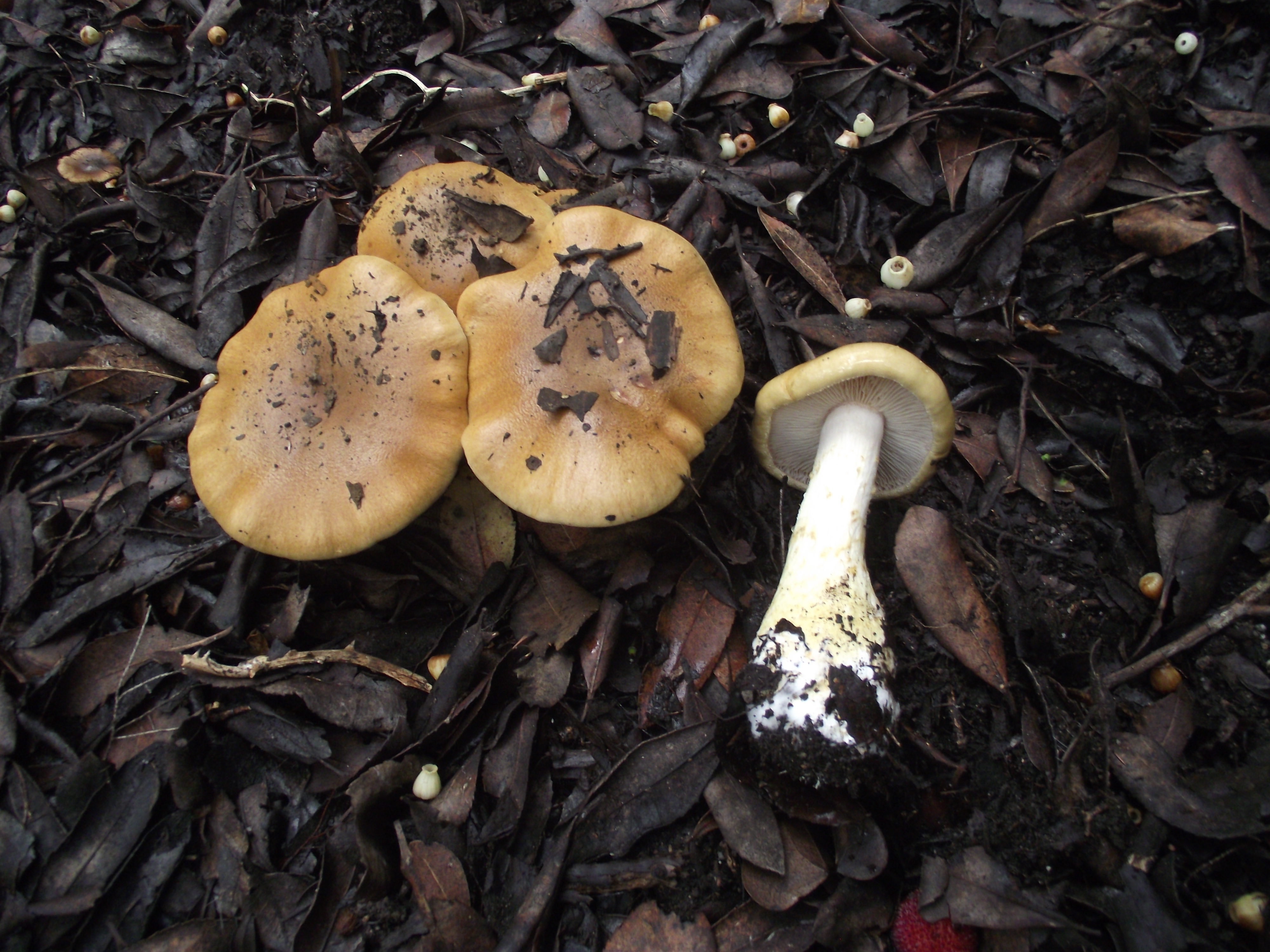
!Cortinarius olidus!
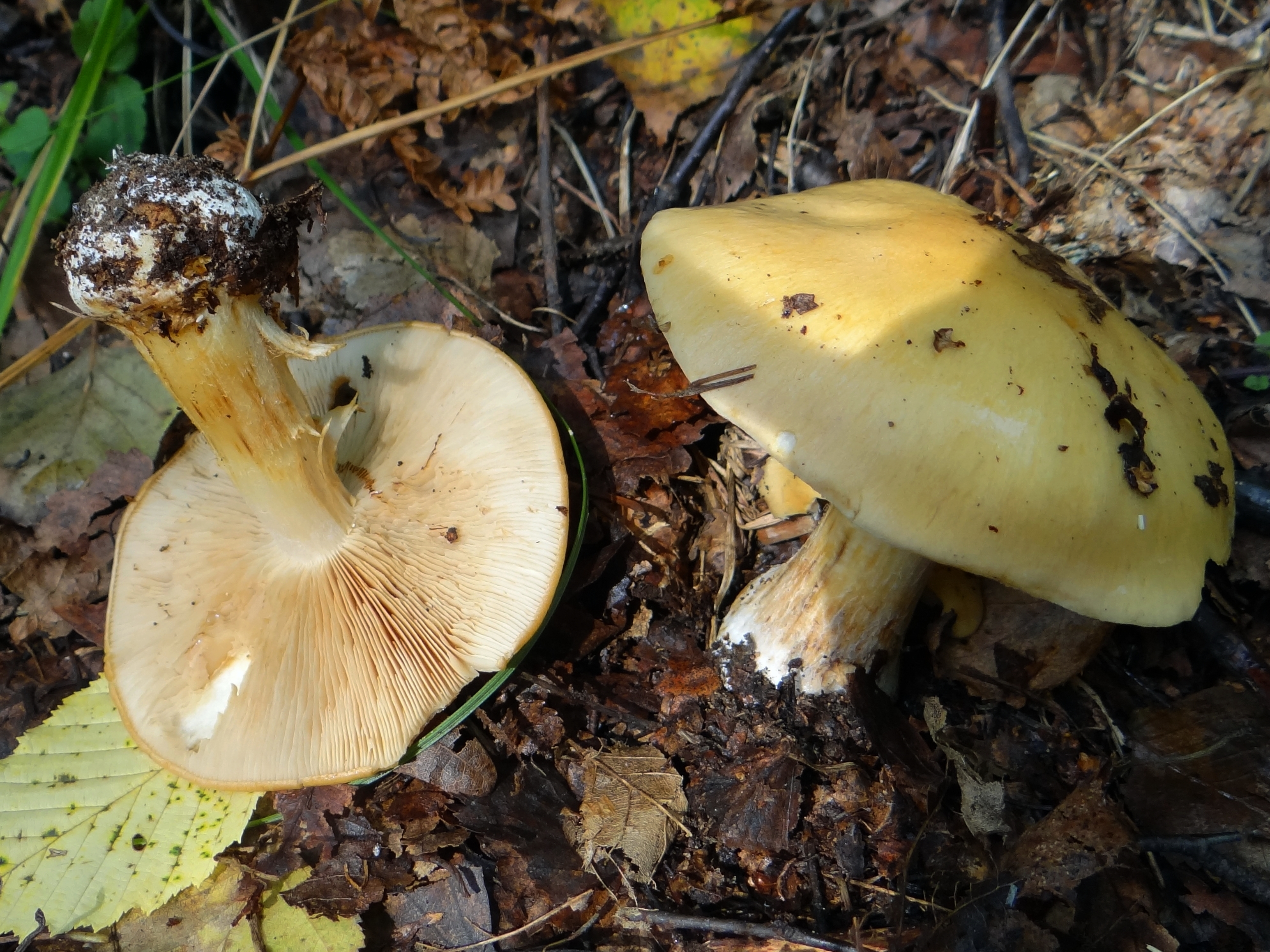
Cortinarius percomis
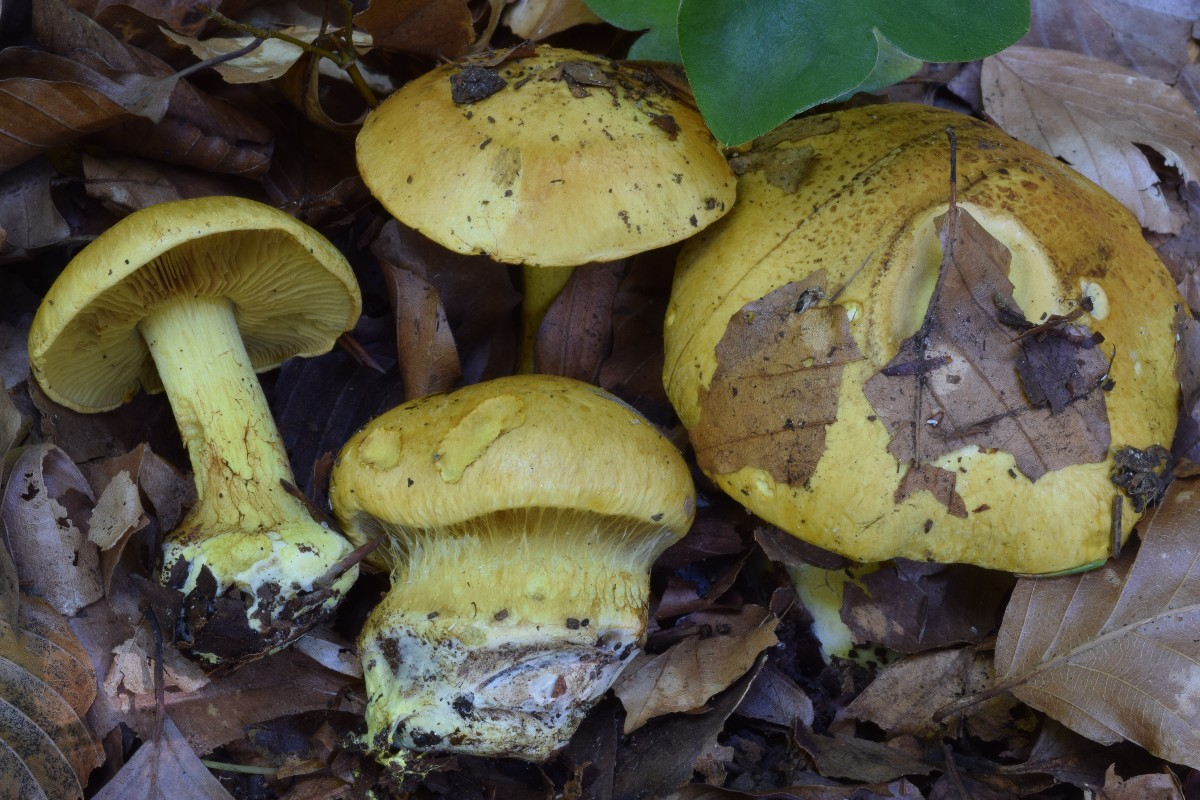
!!!Cortinarius splendens!!!

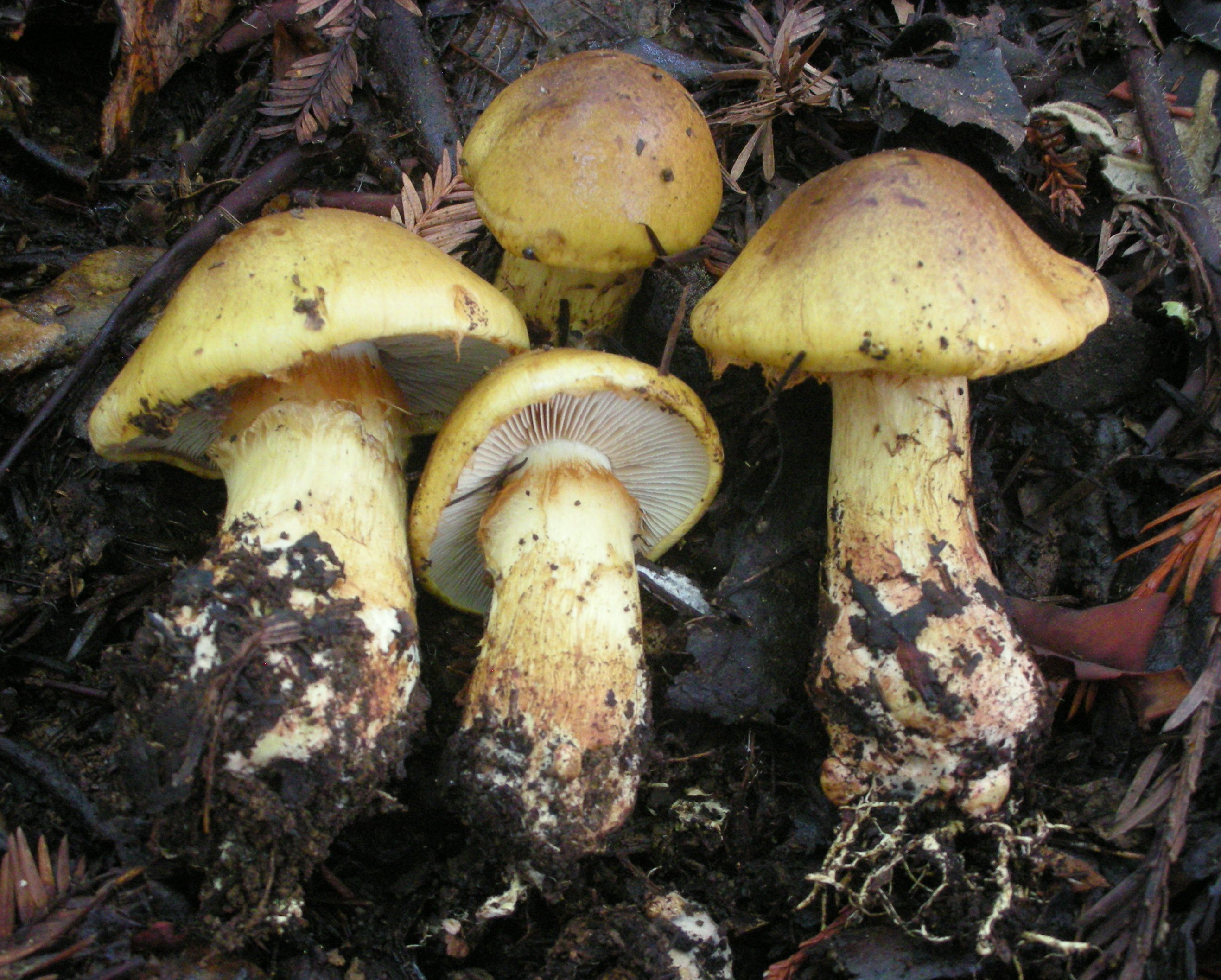
!!!Cortinarius superbus!!!
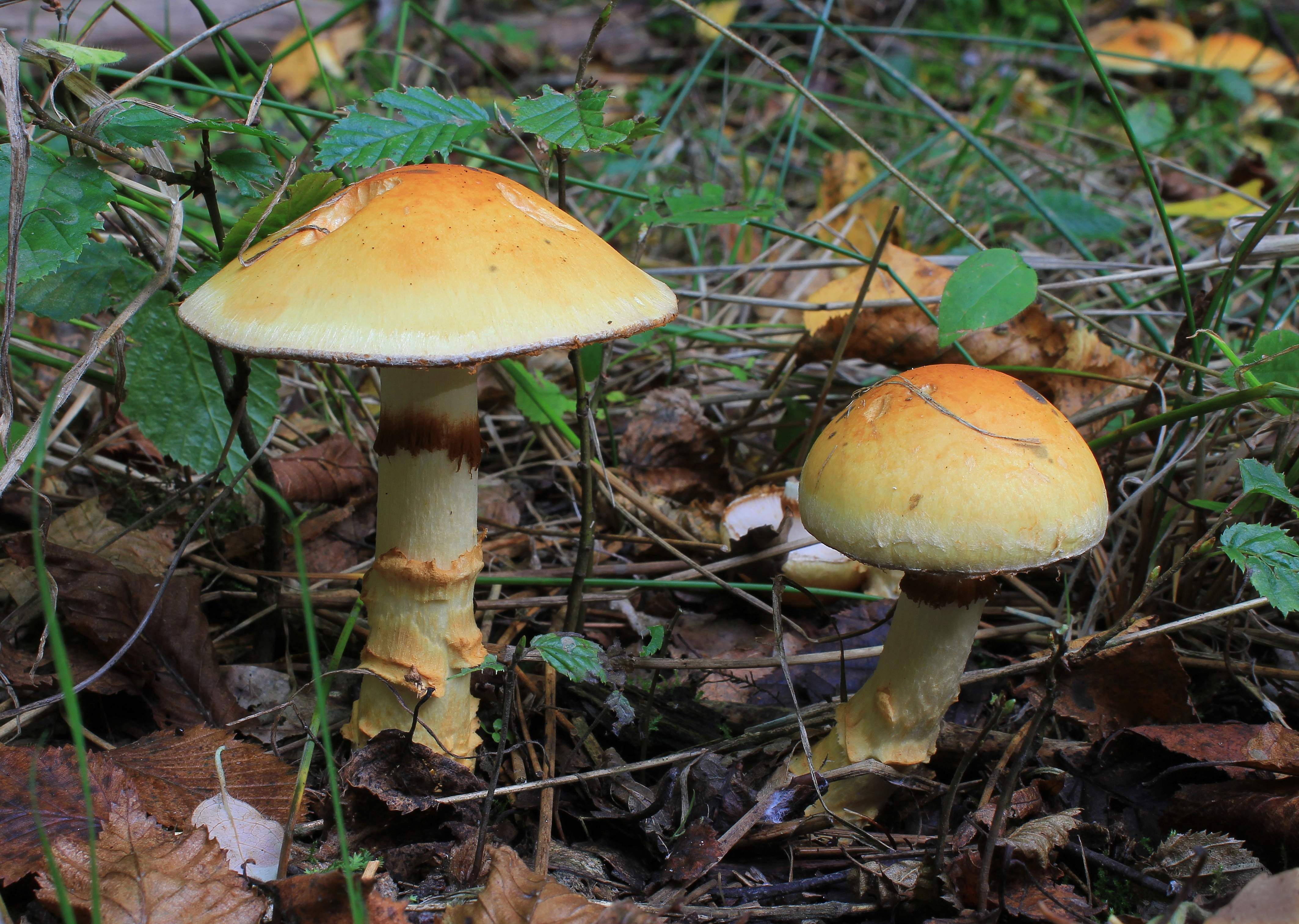
Cortinarius triumphans
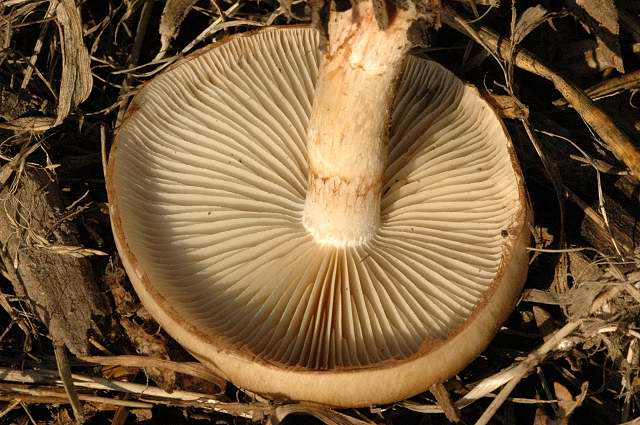
Cortinarius.turmalis
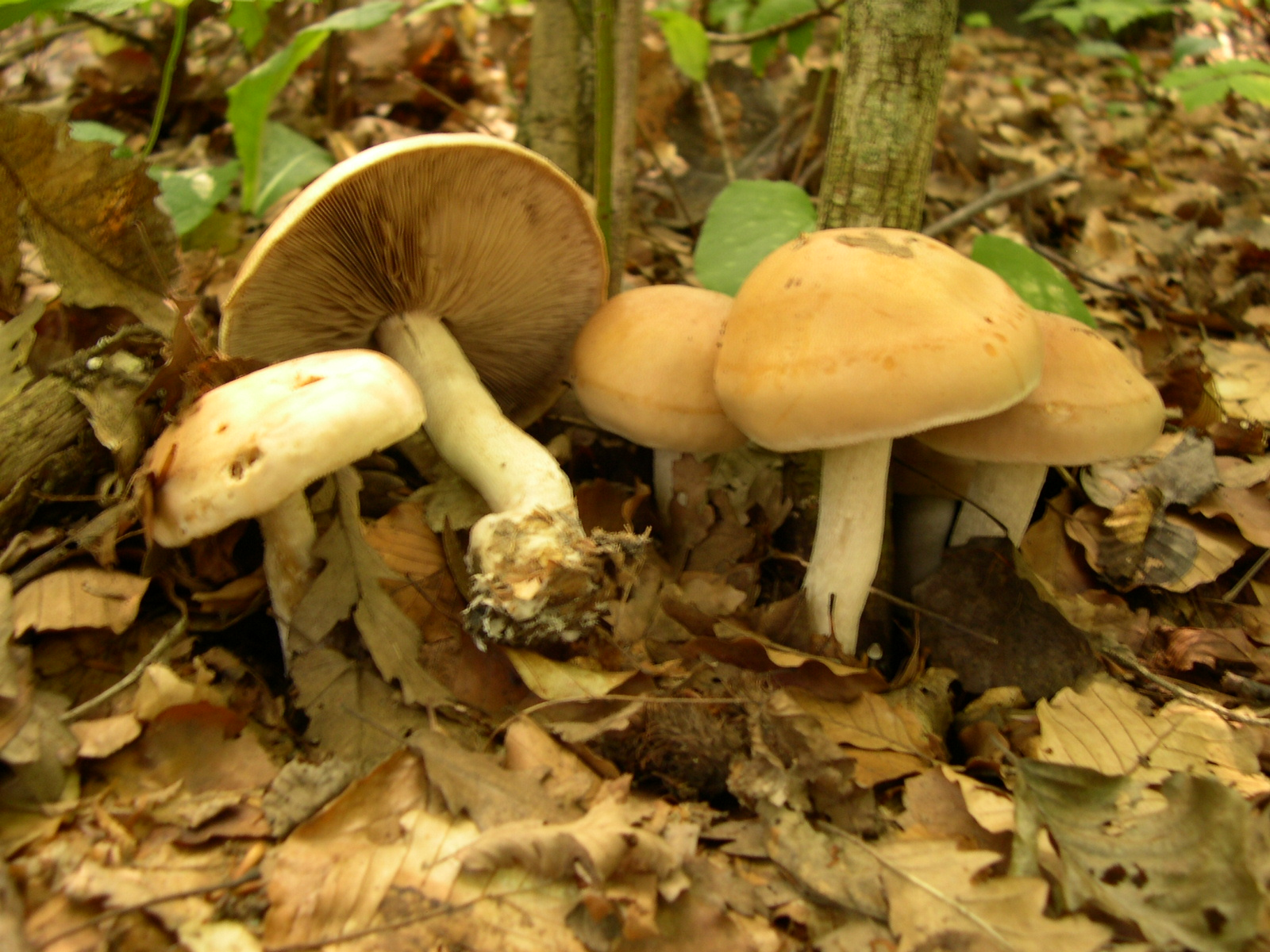
!!Hebeloma sinapizans!!
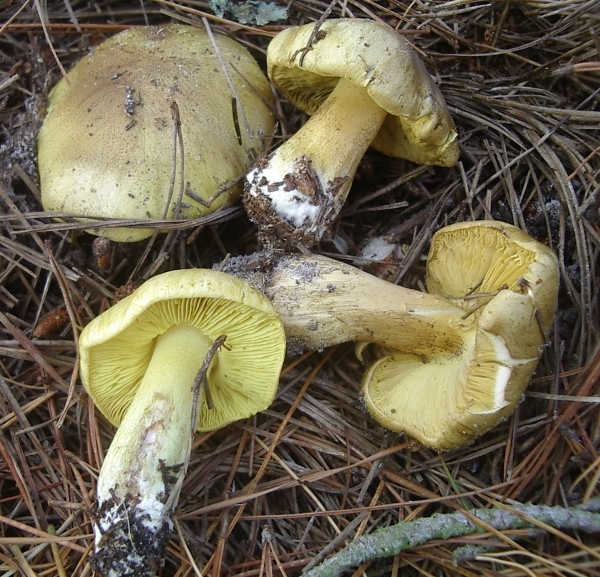
!!!Tricholoma equestre!!!

## Valorificare
Cortinarius saginus este comestibil, destul de gustos și foarte productiv. Din păcate, specia poate fi confundată în primul rând de culegători nu prea pricepuți cu specii letale cum sunt de exemplu Cortinarius meinhardii și  Cortinarius splendens.